# Автуры
Автуры (чечен. Эвтара) — село в Шалинском районе Чеченской Республики. Административный центр Автуринского сельского поселения.

## Географическое положение
Село расположено у подножия Лесистого хребта, по обоим берегам реки Хулхулау (чечен. Хули), в 3 км к востоку от районного центра — Шали и в 35 км к юго-востоку от города Грозный.
Ближайшие населённые пункты: на юге — село Сержень-Юрт, на западе город Шали, на северо-западе — село Герменчук, на севере — село Цоци-Юрт, на северо-востоке — село Гелдагана и город Курчалой, и на юго-востоке — село Ники-Хита.

## История

### В древности
- В 1981 году в селе, в ходе строительных работ на территории школы № 1, учителем М. М. Шовхаловым были обнаружены человеческие останки на глубине примерно двух метров. В непосредственной близости от скелета находились семь подвесок в форме полых бубенцов, изготовленных из серебряной фольги с позолоченным покрытием и украшенных тисненым орнаментом в виде насечек. В нижней части каждой подвески, напротив петель, были размещены углубления, заполненные фрагментами голубой «египетской» пасты, имитирующих цветной камень. Кроме того, рядом с останками сохранилась золотая серьга. Впоследствии, в ходе охранных археологических раскопок под руководством М. Х. Багаева, было выявлено еще четыре погребения прямоугольной формы с закругленными углами на глубине от 1,1 до 1,3 метра. В результате археологических исследований на могильнике в Автуры были раскопаны пять грунтовых погребальных комплексов. Некрополь был датирован XIV—XVII веками нашей эры[3].
- Вблизи села был обнаружен топор клиновидной формы, изготовленный из серого песчаника, характеризующийся «перехваченным» корпусом. Датируется периодом от эпохи неолита до ранних этапов бронзового века[3].

### XVIII—XIX века

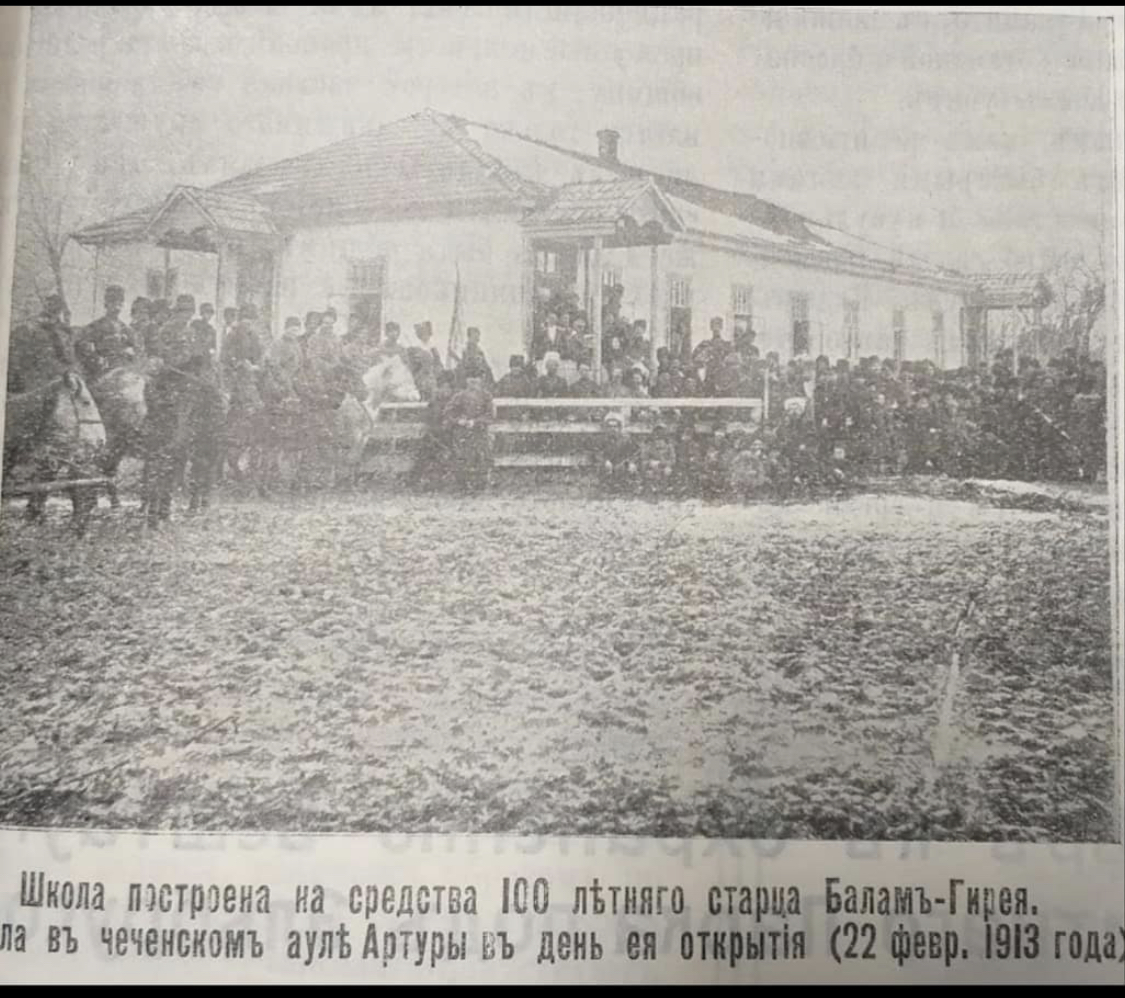
Первая русская школа в Автурах, открытая Али Митаевым.

Село Автуры основано примерно в 1792 году. Основателям села считается чеченец по имени Автарха, откуда и само название села.
По данным Ольшевского, к 1840 году Автуры входило в число самых крупных и богатых аулов Чечни.
В феврале 1837 года под селением Автуры произошло сражение между царскими войсками и горцами под командованием Ташев-Хаджи, Газиява, Уди-Муллы, Домбая, Умахана и Оздемира.
Имам Шамиль несколько раз бывал в селе Автуры в 1840-х годах. В первый раз — в марте 1840 года, во время отступления от войск генерала Пулло, во второй раз — в марте 1847 года:

По последним сведениям, полученным из Чечни, Шамиль со всеми своими приверженцами находится в сел. Автур, где объявил жителям, что он не возвратится в Ведено, пока не обеспечит их от нападения русских войск, всенародно читает успокоительные проповеди, для слушания коих стекаются все окрестные жители, даже старцы, жены и дети.
— Рапорт генерал-майора Нестерова начальнику Главного штаба на Кавказе о деятельности Шамиля в чеченском сел. Автур. 24-е марта 1847 г.
В 1852 году, в ходе Кавказской войны, царскими войсками были взяты аулы Автуры и Гелдагана. По этому случаю была сложена песня «Взятие аулов Автуры и Гельдыген».
В 1874 году селение Автуры (Автуринский участок Грозненского округа Терской области) состояло из 430 дворов с 2001 душами (мужского пола — 1073, женского — 928). На территории селения находилось пять мечетей.
В 1883 году в селении Автуры (4-й участок Грозненского округа) было 529 дворов с 1981 жителем (мужского пола — 1132, женского — 849). В селении тринадцать мечетей.

### XX век
В 1944 году после выселения чеченцев и упразднения Чечено-Ингушской АССР селение было переименовано в Ново-Садовое и заселено выходцами из села Бетли Унцукульского района Дагестанской АССР(см. Частичная депортация кумыков).
После восстановления Чечено-Ингушской АССР в 1958 году населённому пункту было возвращено его прежнее название, а выходцы из Дагестана были переселены обратно.
15 июля 2004 года банда боевиков численностью примерно 100 человек под командованием Р. Басаева напала на Автуры и удерживала его полдня. В ходе боёв за село погибло 8 милиционеров, ещё 12 были захвачены в плен.

## Население
| 1959    | 1979    | 1990    | 2002    | 2010    | 2012    | 2013    |
| ------- | ------- | ------- | ------- | ------- | ------- | ------- |
| 5295    | ↗8575   | ↗10 390 | ↗18 330 | ↘14 988 | ↗15 612 | ↗16 044 |
| 2014    | 2015    | 2016    | 2017    | 2018    | 2019    | 2020    |
| ↗16 328 | ↗16 701 | ↗17 014 | ↗17 251 | ↗17 515 | ↗17 810 | ↗17 970 |
| 2021    | 2023    | 2024    |         |         |         |         |
| ↗18 446 | ↗18 643 | ↗19 004 |         |         |         |         |

Национальный состав
По данным Всероссийской переписи населения 2010 года:
| Народ   | Численность, чел. | Доля от всего населения, % |
| ------- | ----------------- | -------------------------- |
| чеченцы | 14 968            | 99,87 %                    |
| другие  | 20                | 0,13 %                     |
| всего   | 14 988            | 100,00 %                   |

## Тайпы
- Ачлой
- Андий
- Гуной
- Дишной
- Зандакой
- Курчалой
- Макажой
- Туркой
- Харачой
- Хой
- Цикарой
- Чермой
- Чинхой
- Шуоной
- Энгеной
- Ялхой

## Известные уроженцы
- Бамат-Гирей-хаджи Митаев (1838—1914) чеченский проповедник, известный в народе, как «Іовда устаз» — основатель одного из вирдов Чечни.
- Ахмад Автуринский — чеченский полководец XIX века, активный участник Кавказской войны, один самых влиятельных наибов Северо-Кавказского Имамата, наиб округа Шали и Большая Чечня[33].
- Шейх Али Митаев — чеченский политический и религиозный деятель.
- Эпендиев Шахаб (1912—1975) — первый из чеченцев заслуженный врач Чечено-Ингушской АССР и РСФСР, депутат Верховного совета Чечено-Ингушской АССР, общественный деятель.
- Вачагаев Майрбек — чеченский историк, кандидат исторических наук, бывший генеральный представитель Ичкерии в России.
- Бислиев Абдул-Хамид Махмудович (1944—1991) — доктор физико-математических наук, профессор, один из ведущих специалистов по физике магнитных явлений в СССР.
- Исраилов Ибрагим Узумхаджиевич (1945—2007) — советский и российский учёный, профессор, кандидат физико-математических наук, ректор ЧГУ.
- Эртуханов Магомед-Шерип Сергеевич — доктор медицинских наук, заслуженный врач РФ и ЧР.
- Элиханов Шайхалад (1913—1941) — призван в ряды Красной Армии в 1939 г. Командир взвода Юго-западного фронта, погиб в битве за Москву. Похоронен в братской могиле под Москвой.
- Тюрша Цикаройский — наиб имама Шамиля, участник Кавказской войны.
- Нунаев Вахаш Лечиевич — первый чеченский генерал медицинской службы.
- Насардинов Увайс Насардинович (1919—1943) — участник Великой отечественной войны, командир стрелкового взвода 52 гвардейской стрелковой дивизии, погиб в Сталинградской битве, похоронен в Братской могиле, пос. Гумрак Волгоградской области.[34]
- Алаудин Яхъяев[35] — участник Великой отечественной войны. В 1944-м по приказу командующего войсками 1-го Украинского фронта маршала Ивана Конева в тыл противника забросили группу разведчиков. В результате Алаудин оказался в чешском отряде «Смерть оккупантам» и участвовал во всех проводимых им операциях. В феврале 1945-го Яхъяева наградили боевой медалью «Рыцарю за Чешскую свободу».
- Дидигов Билухаджи Мухадинович (1959—2003) — известный исполнитель песен, чеченский певец.
- Арсемиков Аслахан (1844-?) — религиозный деятель, богослов, кадий Веденского округа в 1909—1910 гг.[36]
- Хасаев Чингисхан Висихаевич (1972—2024) — член Союза художников России, заслуженный художник Чеченской Республики, член Нью-Йоркского союза художников, лауреат и участник многочисленных международных, российских, республиканских, тематических выставок и конкурсов.
- Ваха Сайдаев (1937—2021) — заслуженный журналист Чеченской Республики, многократный чемпион республики по тяжелой атлетике, мастер спорта по вольной борьбе и тяжелой атлетике, автор множества книг о спортсменах.

## Инфраструктура

### Учреждения
Автуринский дом культуры
Детский оздоровительный лагерь «Горный ключ»
ГБУ «Республиканский специализированный центр для детей с особыми потребностями»
Автуринская врачебная амбулатория
ГБУ «Автуринская спортивная школа Шалинского района»
Муниципальное автономное учреждение «Физкультурно-спортивный комплекс с. Автуры»

### Образование
- Муниципальное бюджетное общеобразовательное учреждение «Средняя общеобразовательная школа № 1» с. Автуры
- Муниципальное бюджетное общеобразовательное учреждение «Средняя общеобразовательная школа № 2» с. Автуры
- Муниципальное бюджетное общеобразовательное учреждение «Средняя общеобразовательная школа № 3» с. Автуры
- Муниципальное бюджетное общеобразовательное учреждение «Средняя общеобразовательная школа № 4» с. Автуры
- Муниципальное бюджетное дошкольное образовательное учреждение Детский сад № 1 «Кумира» с. Автуры
- Муниципальное бюджетное дошкольное образовательное учреждение Детский сад № 2 «Родничок» с. Автуры
- Муниципальное бюджетное дошкольное образовательное учреждение Детский сад № 3 «Марьям» с. Автуры

### Связь
Почтовое отделение № 366306 (Почта России)
Почтовое отделение № 366308 (Почта России)

### Религия

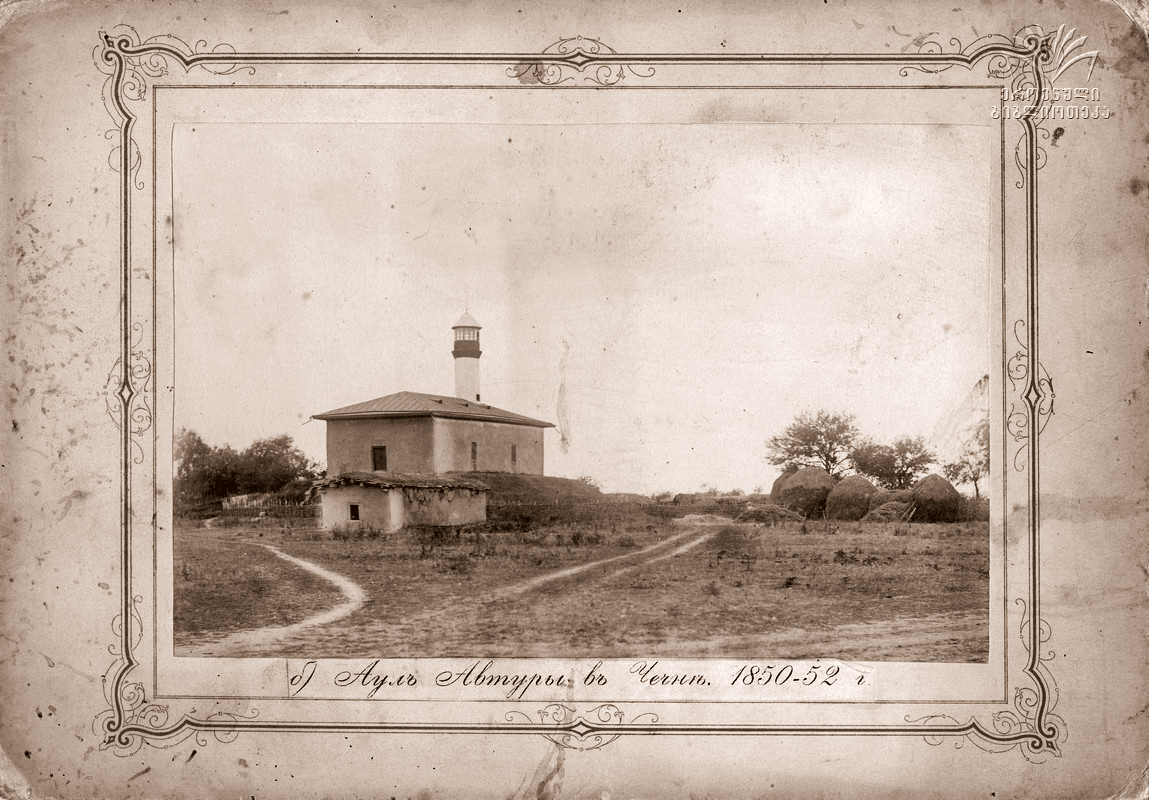
Мечеть в с. Автуры, второй половины XIX века

В селе Автуры находятся зиярты Бамат-Гирей-Хаджи Митаева и Маты Кишиевой.
В 2015 году в селе была открыта новая соборная мечеть имени Баматгира-Хаджи Митаева, выходца из данного села.
В 2024 году в селе Автуры открылось новое медресе имени Шейха Бамат-Гирей-Хаджи Митаева.

## См. также

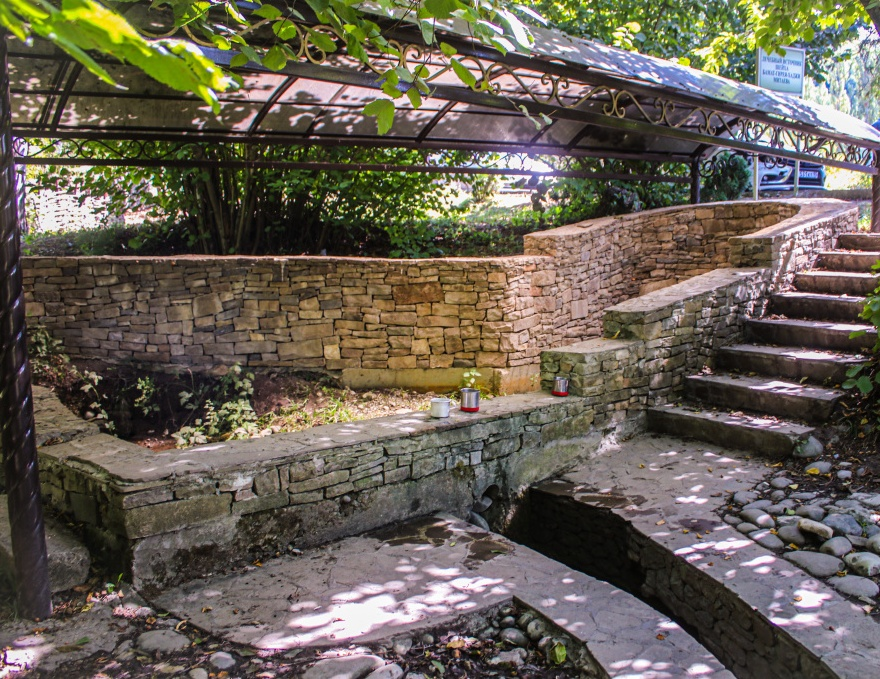